# 駿台甲府小学校・中学校・高等学校
駿台甲府小学校・中学校・高等学校（すんだいこうふしょうがっこう・ちゅうがっこう・こうとうがっこう）は、山梨県甲府市にある私立小学校・中学校・高等学校。県内で唯一の美術課程美術デザイン科を設置している。

## 概要
運営は学校法人駿台甲府学園で、駿台グループの一員である。学校法人駿河台大学・駿台予備学校（学校法人駿河台学園）とは姉妹関係にあるが、駿台予備学校は山梨県内には存在しない。同予備校による在校生対象の講習会が行われるほか、駿台模試の公開会場としてしばしば校舎が利用される。
なお、東京都北区の駿台学園中学校・高等学校（学校法人駿台学園）とは無関係。
駿台甲府中・高と駿台甲府小の間で教員の人事交流・異動が行われており、特に高校と中学に関しては教員に関しては同一に近いところがある。また中学校入学者を内部、高校入学者を外部と呼称して一時期は高校のクラス編成において重視せずに混合していたが、複雑な問題が生じたことで現在では区別されている。ただし、この呼称は便宜的なものでクラス編成以外では特に区別されることはない。

## 部活動
ハンドボール部は全国高等学校ハンドボール選抜大会・高松宮杯全日本高校選手権に優勝各1回（2024年）。また、野球部は1985年夏の全国高校野球選手権県予選で決勝に進出したが、東海大甲府高等学校にサヨナラ負けを喫している。2023年夏の山梨大会では、準決勝で当年選抜大会優勝の山梨学院を破る快挙を成し遂げたが、決勝で東海大甲府に敗れ、惜しくも甲子園初出場はならなかった。2004年には女子ハンドボール部も創設される。
全国高等学校クイズ選手権には、第7~10回、第22回、第44回の計6回、山梨県代表として出ている。

## 制服
2005年から新1年生を対象としての制服の切り替えが進められて2006年度の卒業生を以って旧制服の使用は終了した。なお、以前から制服のネクタイ、リボンを下げて着用する生徒が多数みられたため、対策として新制服の導入と並行し、ネクタイ、リボンはすべてフック式へと変わった。

## 沿革
学校法人甲府北星高等学校時代
1956年、山梨自動車工業高等学校として設立される。翌年山梨工業高等学校と改称した。さらに1974年、普通科併設にともなって甲府北星高等学校と改称した。
駿台予備学校提携後（高校全日制）
1980年、提携校を探していた学校法人甲府北星高等学校と、学校法人駿台予備学校が提携して開校。法人名を「駿台甲府学園」に改めた。その後、「駿河台西学園」と法人名を改め、さらに2010年度に法人名を「駿台甲府学園」に再び戻した。学校名は1980年以来「駿台甲府高等学校」のままである。
開校当初は、駿台進学研究会（現：駿台中学部・高校部）が、11月に「駿台甲府高校入試模試」を行い、その成績が良いと、作文を提出するだけで駿台甲府高校に合格（授業料免除の特待生含む）できたため、多くの有名国立・私立校志願者が滑り止めとして受けた。ただし、山梨県内の受験生は駿台甲府高校を第一志望とする受験生しか受け入れなかった。八王子市方面から通学する生徒もいたが、県外生はほぼ全員が入寮した。
普通科は当初男子のみだったが、1990年から女子（当初は1クラスのみで3年間別クラス）も受け入れるようになった。1993年より共学2クラス、男子4クラス、女子1クラスの構成となり、現在は共学クラス編成である。
また2005年度より高校入学者の定員が増加し新たにH組が新設された、これは2007年より実施された山梨県立高校普通科の全県一学区制をにらんでのことである（それ以前にもH組が存在した時期がある）。
その後、I組が新設され、2023年度よりJ組が新設された。
2022年度に東館の内装のリニューアルが行われた。
小中学校・高校通信制
中学校は1993年、小学校は2002年、高校通信制は2000年に開設された。中学校は2019年4月より、甲府駅から至近距離の塩部キャンパスに新築移転した。（今井キャンパスの中学校跡地は、駐車場が整備された。）
また、小学校は2018年度に内装がリニューアルされた。

## 設置学校・学科
- 所在地
  - 普通科　山梨県甲府市塩部2-8-1
  - 美術デザイン科　山梨県甲府市上今井町1279-2
  - 普通科通信制課程本校　山梨県甲府市上今井町884-1
  - 駿台甲府中学校（所在地は普通科と同じ）
  - 駿台甲府小学校（所在地は通信制課程と同じ）
- 駿台甲府高等学校校長：若林秀則
- 駿台甲府中学校校長：羽田昌樹
- 駿台甲府小学校校長：小西静穂

### 高等学校全日制課程
- 学科
  - 普通科
    - 普通クラス（コアコース、スーパーコース）
    - アスリートコース

  - 美術デザイン科

所在地の違いから普通科のある校舎は塩部校舎、美術デザイン科と通信制課程のある校舎は今井校舎として区別されている。
以下は2023年度の普通科のクラス編成。1年生は10クラス編成、2年生と3年生は9クラス編成。なお、2023年度入学生より新しいカリキュラムが適用されている。
| 学年 | 建物 | A組 | B組 | C組 | D組 | E組 | F組 | G組 | H組 | I組 | J組 |
| 1年  | 本館 | ●内 | ●内 | ○内 | ○内 | ○内 | ○外 | ○外 | ○外 | ■   | ■   |
| 2年  | 西館 | ●※  | ●※  | ○文 | ○文 | ○文 | ○理 | ○理 | ■   | ■   | ×   |
| 3年  | 東館 | ●※  | ●※  | ○文 | ○文 | ○文 | ○理 | ○理 | ■   | ■   | ×   |

（1年生）
●：αコース　○：βコース　■：アスリートコース
内：内部生 外：外部生 文：文系クラス 理：理系クラス　
- すべてのクラスが、文系と理系の混合

（2、3年生）
●：スーパーコース ○：コアコース ■：アスリートコース
<文：文系クラス 理：理系クラス ※：文系と理系の混合
- 以前は普通部と工業部に分かれ、工業部の中に自動車科とデザイン科が存在していたが、後に自動車科は無くなり、デザイン科が美術デザイン科と改称され存続しており、現在は普通部・工業部といった区別はなくなっている。
また、現在の校名になった際、2年間だけだが、旧甲府北星高校の生徒達を対象として、工業部の中に普通科が設けられており、限定的ではあるが『普通科』という科が別々に存在していた。なお、校舎は現在の小中学校が置かれている場所（上記の今井校舎のすぐ脇）に存在した。
- 前述の通り所在地が違い離れていることから高校普通科と美術デザイン科との間で交流は基本的に存在しない。一部の部活で例外的に見られる程度でありそのため、それぞれに在籍している生徒は互いに意識することは稀であり学園祭も別々の日程と内容で行われている。
- 学生寮
かつては甲府市内に3箇所の寮を有し、県外の生徒や帰国子女を受け入れていた。特に帰国子女の受け入れについては、海外の日本人学校などを通して実施していた模擬試験の成績（これは国内各地の駿台予備学校でも実施された）により優先入学の制度を設けるなど、積極的に行っていた。ただし全寮制ではなく、むしろ寮生の方が少数派（寮生は1学年約100名程度）であった。
普通科1年生用の4人部屋の「曙寮」が甲府市山宮町の荒川沿いに、普通科2・3年生用の個室部屋の「旭日寮」が甲府市塩部の甲府工業高校の川向かいに、もう1箇所は美術デザイン科のある甲府市上今井町地内に存在していたが、入寮希望者の減少により順次閉鎖された。尚、上今井町に存在した寮に関しては、県外から入学した野球部の部員と、現在は閉鎖された専門学校（下記記載）の生徒を対象とした寮となっていた。
現在、直営の寮は所有しておらず、甲府市内で高校生向けの学生寮を経営する民間業者に委託している。

### 高等学校通信制課程（普通科のみ）
- 甲府本校の他、東京・大宮に学習センター（分校扱いで後述のサポート校と異なる）、富士・松本にスクーリング会場が設けられている。また、静岡・西宮・大和の高等専修学校と提携し、松本・福岡に認定サポート校がある。
- 通信制課程では珍しく、数学IIIや理科専門科目（物理、化学、生物）といった理系学部入試に対応した科目の単位修得が可能である。

## 交通・通学手段
- 塩部校舎（高校普通科・中学校）
  - 甲府駅北口より徒歩15分
  - 山梨交通バス45系統「high school ライナー」朝日小学校入口バス停下車徒歩3分
  - 甲府駅南口3番乗り場より山梨交通バス01･02･03・04・05・06・08・82系統に乗車、塩部停留所下車10分
  - 韮崎駅、塩崎駅より山梨交通バス08系統甲府駅行きに乗車、塩部停留所バス停下車徒歩10分
- 今井校舎（高校美術デザイン科・高校通信制・小学校）
  - JR東海身延線甲斐住吉駅より徒歩30分
  - 甲府駅より山梨交通バス60系統駿台今井キャンパス行に乗車、終点下車

バス通学をしている生徒の中には、経由地や便数の関係から南甲府警察署バス停や下鍛冶屋バス停を利用している生徒も少なからずいる。
- 通学手段
何れの校舎ともに半数以上の生徒が甲府周辺から自転車通学する。塩部校舎については甲府駅北口から徒歩15分程度の好立地にあるため、JR中央線・身延線や南口バスターミナル発着の路線バスを利用する生徒が多い。保護者の車による通学も少数ではあるが存在。2007年4月より富士吉田市内～駿台甲府中学～駿台甲府高校を結ぶスクールバスが本格運行を開始しており、富士吉田・河口湖方面からの通学利便性向上が実現した。ただし、それ以前から富士急行線沿線～中央線経由の通学者や富士急行バス甲府駅～富士吉田駅（現：富士山駅）線利用の通学者が一定数存在した。
今井校舎に付いては甲府市の南の外れということもあり甲府市西部および甲府駅より直通してくる山梨交通の駿台今井キャンパス線が、美術デザイン科校舎敷地内にある駿台今井キャンパス停留所まで乗り入れてくる。その名の通りにほぼ今井校舎に通う生徒と中学校・小学校のための専用路線と化しているため平日と土休日でのダイヤの差が大きく、通学時間帯には混雑のために途中停留所を通過することも多い。
身延線甲斐住吉駅より徒歩または自転車にて通う生徒も多く、中にはバスの混雑と本数の少なさを嫌って甲府駅より自転車にて通学する生徒も存在する。
また県外、主に東京都西部や長野県諏訪地方からの通学者も少数だが存在し、一例を挙げるとお笑い芸人である藤森慎吾（オリエンタルラジオ）は普通科に在籍していたために、諏訪地方から甲府駅まで電車通学をしていた。

## 著名な関係者

### 出身者
- 山下真 - 元奈良県生駒市長 - 奈良県知事（公選第21代）
- 上村英司 - 北杜市長
- 深澤雅貴 - 防衛省地方協力局長
- 森正弥 - 楽天 楽天技術研究所所長
- 遠藤亮 - NHKアナウンサー
- 鈴木聡彦 - NHKアナウンサー
- 村松優里香 - YBSアナウンサー
- 返田岳 - プロ野球選手・カメラマン・YouTuber
- 深沢和帆 - 元プロ野球選手 - 元同校野球部監督
- 白井正勝 - 元プロ野球選手
- 古屋剛 - 元プロ野球選手
- 荘司宏太 - プロ野球選手（東京ヤクルトスワローズ）
- 佐々木潤 - ミュージシャン・フォトグラファー
- はっとり - ミュージシャン（マカロニえんぴつ）
- 立川談慶 - 落語家
- 長谷川順一 - 元身障者アルペンスキー選手トリノパラリンピック日本代表
- 藤森慎吾 - お笑い芸人（オリエンタルラジオ）・歌手 (RADIO FISH)
- 佐野夢加 - 陸上選手 ロンドン五輪日本代表
- 鈴木徹 (陸上選手) - 義足の走り高跳びの選手
- 武井亮 - JRA調教師
- 小穴桃里 - カーリング選手（チーム富士急）
- 佐藤草太 - ハンドボール選手（琉球コラソン）
- 荻原良太 - ハンドボール選手（ワクナガレオリック所属）
- 樋川卓 - ハンドボール選手（ワクナガレオリック所属）
- 古屋悠生 - ハンドボール選手（豊田合成ブルーファルコン）
- 山崎善久 - 学校法人駿河台大学理事長
- 小泉文明 - メルカリ会長、鹿島アントラーズ社長
- 碧月光 - 宝塚歌劇団月組所属
- MINAMI - YouTuber、ティックトッカー

### 元教員
- 秋本吉徳 - 駿台予備学校古文科講師、国文学者、清泉女子大学名誉教授

## 姉妹校
- 駿河台大学（学校法人駿河台大学）
  - 駿河台大学第一幼稚園

## その他
以前、美術デザイン科のある上今井町地内（今井校舎）に『駿台自動車専門学校（後に『駿台理工専門学校』と改称）』が設置されていたが、現在は廃校となり跡地は小学校の校舎となり一部が通信制課程にて使われている模様である。
校風も同じ高校ではあるが普通科やスポーツクラスに比べ、美術デザイン科の方が圧倒的に自由度が高く、他の高校から驚かれる程のびのびとした校風である。
年に十数回、駿台予備学校の講師による特別講座が行われる。また、駿台模試の甲府会場として頻繁に使用されることで知られる。
2005年と2006年の秋には秋山仁による講演会が駿台甲府中学と合同で、計2回開催された。
塩部校舎に関しては5階建ての新校舎（本館）が2007年1月に完成し、続いての旧校舎（北館・旧本館）の解体および西館の改修工事はほぼ完了し、同時に行われている駐車場・駐輪場の移設、校庭や旧校舎跡地の整備も順次完了している。
また道路挟んで北側にある甲府工業高校の校舎がガラス張りであることから晴天時には陽光が反射し、主に北館や西館の構内に注ぎ込み非常にまぶしい時があった。また非常に老朽化していた北館が現役の時には生徒達の間では真新しい工業高校校舎とを比較しあう事も見られた。
南館1階の職員室と事務室はそれまで南館2階、北館・西館1階に各学年ごとに分散していた職員室と中館1階の事務室を統合したものでかつては南館完成と共に設置された屋内プールの敷地であった。この屋内プールは数年使用された後に設計ミスと想定以上の結露による障害等により使用が停止されて10年近く放置されていたが、北館の老朽化等の諸要因により施設の有効利用という観点で改修工事とプールの埋め立てを経て職員室と事務室に改造され2004年より使用が開始された。
2004年度まで塩部校舎の生徒向けのコンピュータ室に置かれていたパソコンは老朽化していたMacであったが、2005年度よりWindows XP搭載の最新型に置き換えられている。
甲府北星高校時代アマチュア無線呼出符号JH1ZSXが存在した。